# Siphonodon celastrineus
Siphonodon celastrineus är en benvedsväxtart som beskrevs av William Griffith. Siphonodon celastrineus ingår i släktet Siphonodon och familjen Celastraceae. Inga underarter finns listade.